# Navelgas
Navelgas es el nombre de una parroquia perteneciente al concejo de Tineo en el Principado de Asturias, España. También es el nombre del río que la atraviesa. La población del conjunto de la parroquia, según el censo de 2025, es de 560 habitantes.Con su ayuntamiento. 

## Entorno Geográfico

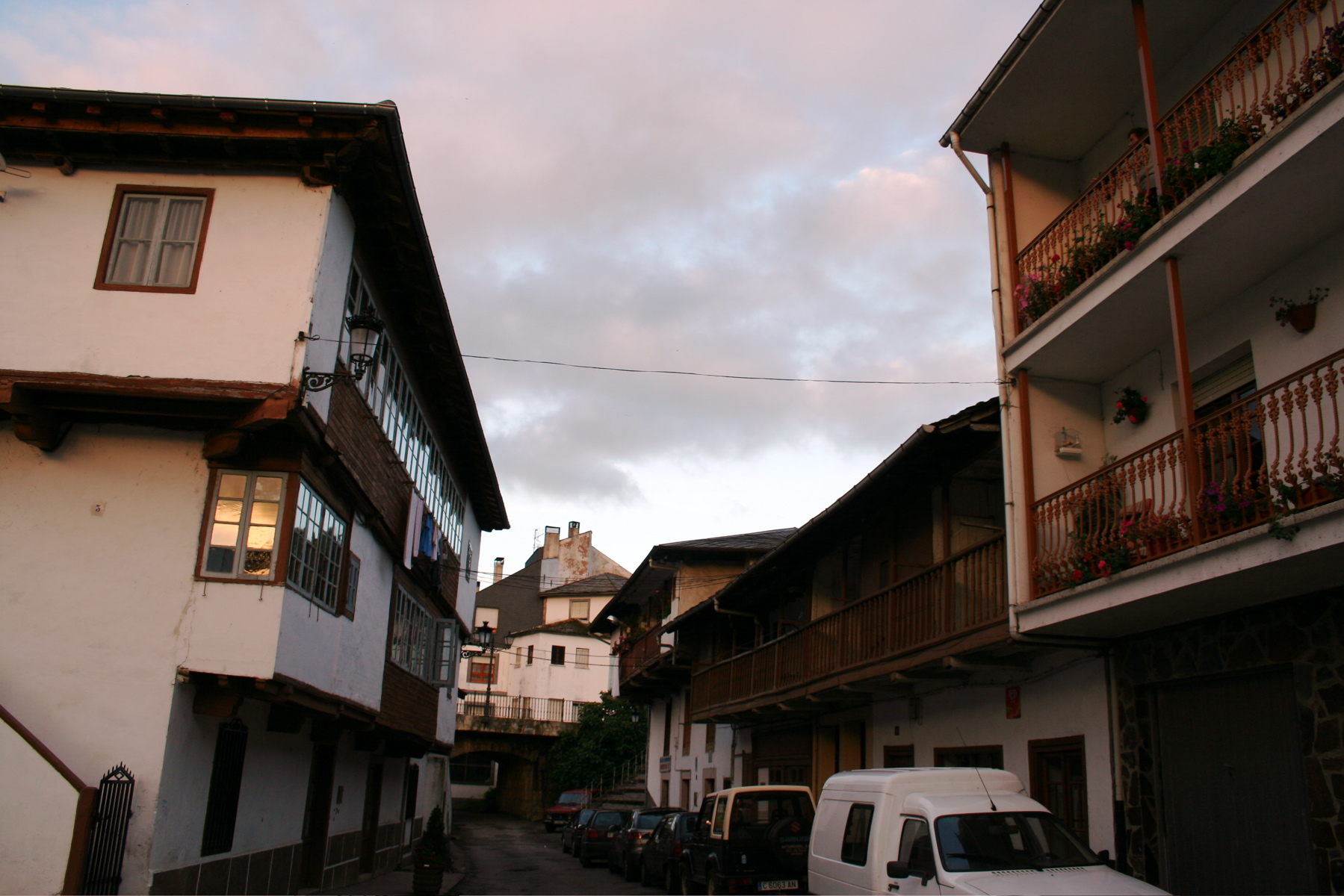
Imagen del barrio de San Nicolás en Navelgas

Está situada en el cuarto noroccidental del concejo, también llamado "Cuarto de los Valles". Los núcleos de población pertenecientes a esta parroquia son los siguientes:
- La Atalaya
- Barreiro
- Barzanallana
- La Carrizal
- Conto
- Foyedo
- Fuentes
- Navelgas
- Sabadel de Navelgas
- Villar de Navelgas

## Apuntes históricos

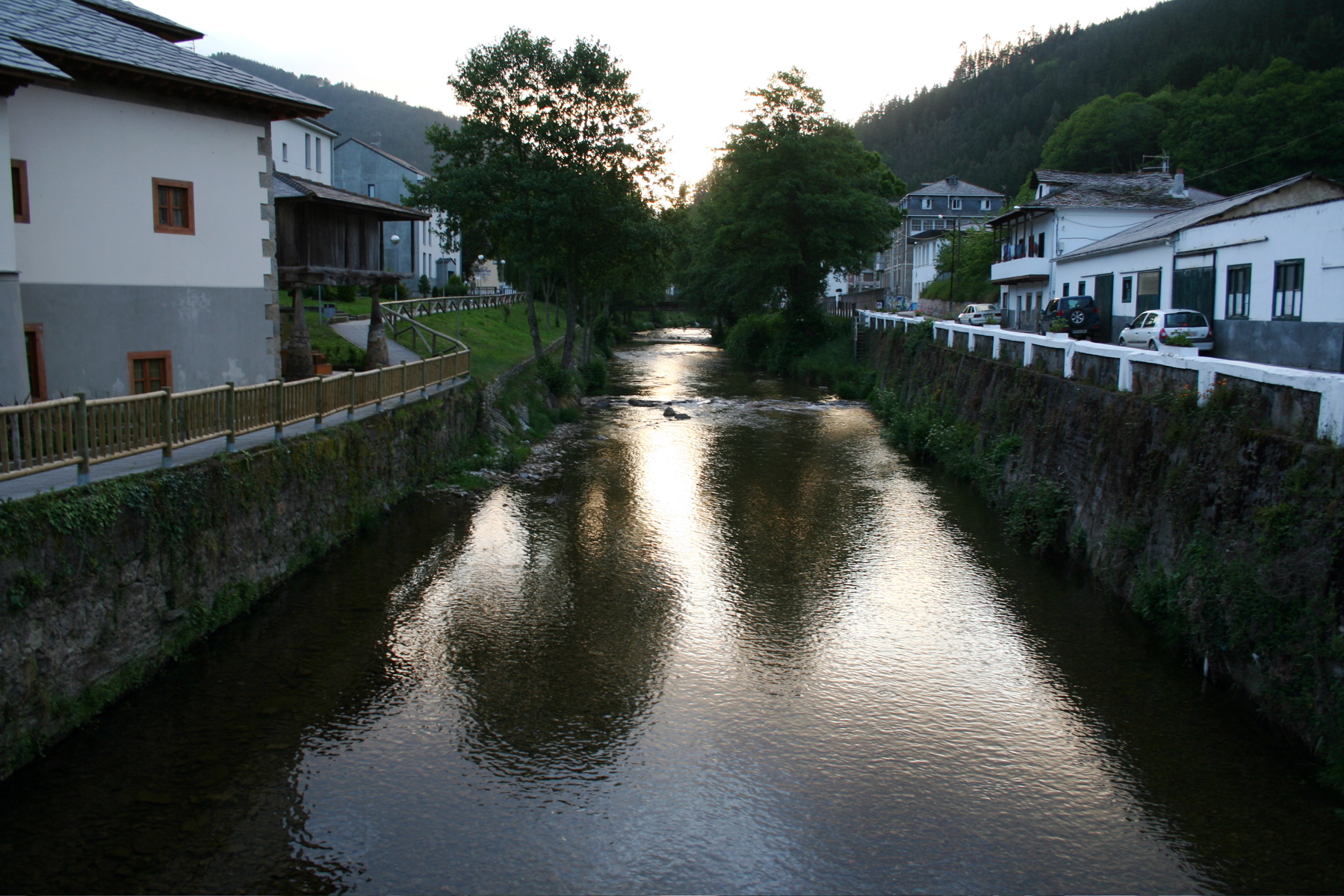
Río Navelgas a su paso por Navelgas

Hay constancia de poblamiento anterior a la época Romana. Tras la invasión romana del norte peninsular en Navelgas se crea sobre una antigua explotación indígena, una mina de oro romana. La técnica utilizada era la llamada ruina montium, consistente en acumular grandes cantidades de agua en lugares elevados para transportarla mediante canales artificiales a las zonas donde se encontraba el mineral, disuelto en la tierra. El agua mezclada con la tierra recorría grandes distancias por dichos canales dejando depositado el oro por decantación en los recodos del canal. Este mismo sistema se utilizó en muchas otras explotaciones auríferas del norte de Hispania, como Las Médulas (León).

## Navelgas hoy
Actualmente Navelgas, como tantos pueblos de España es un lugar en declive demográfico. Tradicionalmente, el principal medio de subsistencia ha sido la ganadería y la agricultura, y los servicios a las entidades de población menores que lo circundan. Hoy día pese a la presencia de industrias chacineras y comercios, otras actividades como la hostelera están en retroceso. Gran parte de la juventud sigue emigrando a villas cercanas, como Tineo o Luarca, o ciudades como Oviedo, Gijón, Madrid o Barcelona.
Sin embargo el pueblo tiene una intensa actividad y los vínculos tanto de los residentes como de los emigrados con el pueblo son muy fuertes. Prueba de ello son las numerosas asociaciones cívicas creadas en los últimos años y el trabajo por el bien común que estas realizan. En reconocimiento a tal vitalidad le fue concedido el Premio Pueblo Ejemplar de Asturias en el año 2003.
Entre las actividades realizadas por los vecinos figuran la Cabalgata de Reyes en enero; Carnaval o Antroido en febrero; la Hoguera de San Juan en junio; el Campeonato Nacional de Bateo de Oro (en 2008 fue el mundial y volverá a ser en 2015) y el Concurso Folk Cuartu los Valles en julio; el Día de los Pueblos de Asturias y las fiestas de La Caridad en agosto; el Festival del Pote en octubre; y el Festival del Esfoyón y el Amagosto en noviembre. Destaca la vaqueirada , en la braña de San aristebano, con la tradicional boda vaqueira , el 28 de julio.

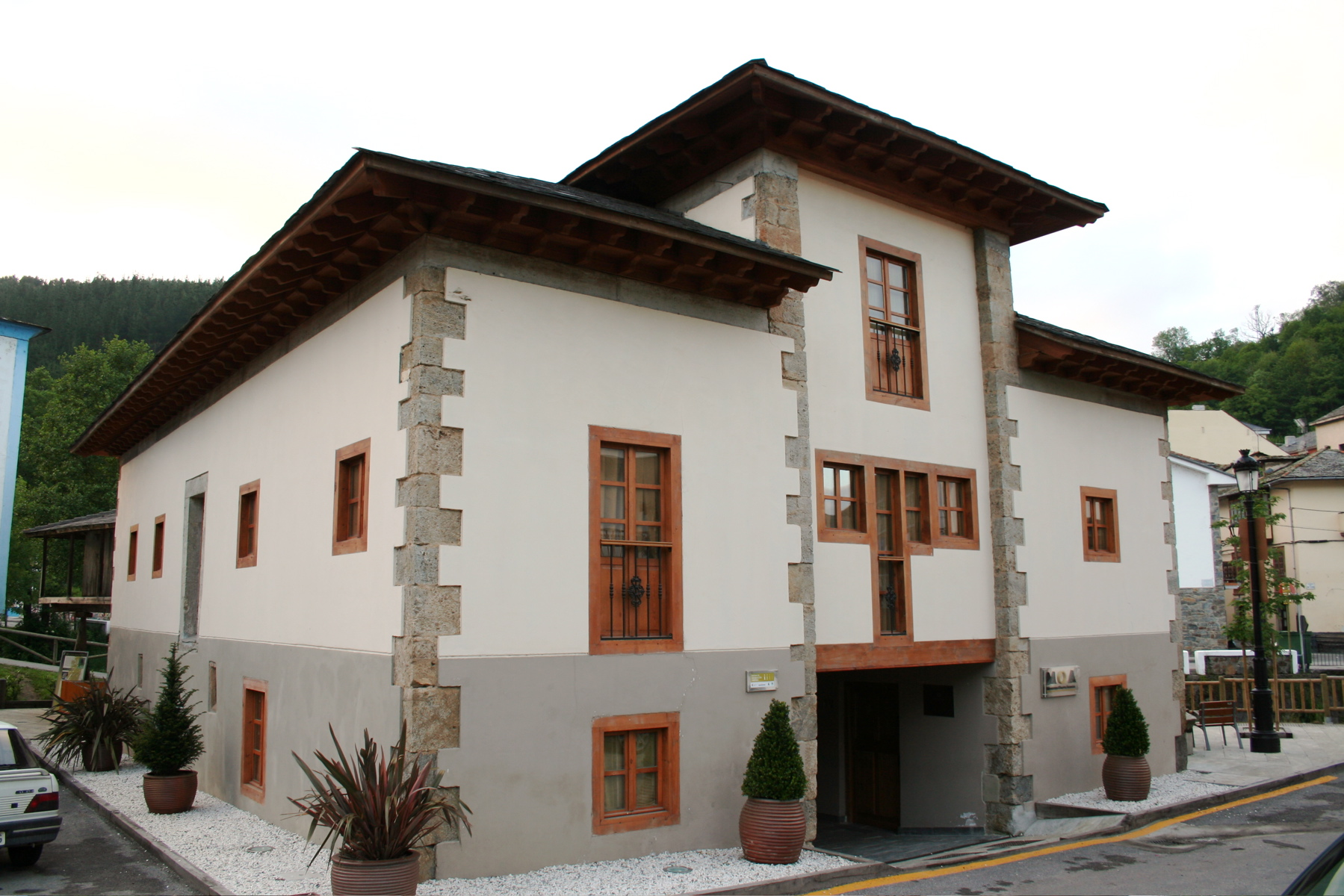
Edificio del museo del oro de Asturias

En junio de 2006 se abrió el Museo del Oro de Asturias en Navelgas.
En Navelgas, vive un pintor asturiano, Manuel García Linares. Nació en Navelgas y pinta cuadros al óleo. También es autor de una estatua de Oviedo, La Lechera. Buscadores de oro fueron los Romanos y más tarde en las mismas estuvo una persona conocida como Enrique Sanfiz y luego Los hermanos Sanfiz, Alejandro Mayo Gayo, César Castaño y más 

## El futuro próximo
Las actividades mencionadas junto con el resurgir del deporte del Bateo de Oro y otras actividades turísticas, tratan de impulsar el turismo como nueva fuente de actividad económica.

## Fiestas y eventos

### El Esfoyón
Una de las fiestas de Navelgas, es el Esfoyón. En esta fiesta la gente trenza las hojas de las  mazorcas de maíz haciendo riestras y después las cuelgan de las barandillas de los horrios y las paneras. Esta fiesta al igual que el Amagosto comenzó a celebrarse como festival hace 18 años. El objetivo de este evento era rememorar algunas de las actividades tradicionales que tenían lugar antiguamente en Navelgas, para que los jóvenes pudieran conocerlas.
En el día del festival del Pote los restaurantes de la zona hacen un menú compuesto por pote asturiano.
El Día de los Pueblos Asturianos en Navelgas es un acto declarado de interés turístico regional. En esta fiesta actúan grupos folclóricos, las charangas y otras bandas de música. Además también se hace una comida campestre. El propósito de esta fiesta es fomentar la hermandad y el conocimiento mutuo entre los pueblos del Principado de Asturias.

### El Amagüesto
Esta tradición viene a raíz del esfoyón, los propietarios de la casa en la que se esfoyaba, querían agradecer a los demás vecinos la ayuda que les habían brindado, por lo que esa misma noche celebraban una fiesta convidandolos con castañas asadas y sidra.

### El Bateo del Oro en Navelgas
En verano en Navelgas se lleva a cabo el Tradicional Bateo del Oro, que consiste en la extracción de oro de un caudal del agua del río Navelgas con el uso de las bateas el bateo de oro era un sistema de explotación mineral de forma artesanal, que en la actualidad, debido a su baja rentabilidad es una actividad turística de entretenimiento.

#### -Museo del Oro de Asturias
El Museo del Oro de Asturias se encuentra en la población tinetense de Navelgas (Asturias).
El museo se encuentra en La Casona de Capalleja, en el barrio de San Nicolás. En la antigüedad del museo era una casa solariega de tres pisos, que en la actualidad, se encuentra modernamente rehabilitada para la exposición de las actividades del bateo. La práctica del Bateo del Oro se realiza en una antigua panera, en la parte posterior del museo.
Es un museo únicamente dedicado al oro, y a la vida que llevaban los hombres que luchaban para conseguirlo. Un viaje por el tiempo de la historia y cultura del oro en Navelgas.

#### -El Valle del Oro
El Valle del Oro es el territorio en el que se encuentra el pueblo de Navelgas. Se llama Valle del Oro, debido a la abundancia de yacimientos auríferos que allí se hallaban. 
Los romanos construyeron minas para extraer oro, por lo que movieron millones de toneladas de rocas y tierra que fueron elevados con las aguas de los ríos que se desviaban únicamente para este fin.
A principios del siglo XX las minas de Navelgas fueron explotadas por un grupo de ingleses, formándose después la Sociedad Aurífera Asturiana, que entre 1950 y 1956 volvió a explotar las minas.
Enrique Sanfíz fue el hombre que despertó la gran afición de buscar oro. Afición que con el paso de los años se ha convertido en tradición y se ha transmitido de generación en generación por la Asociación de Bateadores de Oro, lo que ha hecho que el bateo del Oro sea una gran actividad mundial y turística.

#### -Técnica del bateo
El elemento más importante a la hora de batear oro es la batea. La batea es una especie de sartén. Hay bateas de diferentes materiales. Antiguamente las bateas eran de madera. Pueden tener diferentes formas pero la forma más común es la de forma cónica, también conocida como sombrero chino.
Para el bateo la batea debe usarse de la siguiente forma:
Se sumerge en el agua y el hombre La Serena cuando en el río hay una ligera corriente, con un ligero movimiento se provoca una rotación del agua por el borde de la batea para desechar el área superficial. El oro al ser un material más pesado se quedará en el fondo mezclado con la arena o tierra. El primer paso se debe repetir varias veces hasta que quede poca arena y se pueden encontrar las pepitas con la mano. Las pepitas deben estar lo más aisladas de la arena para poder sacarlas. Las pepitas se suelen guardar en probetas y llenas de agua ya que el agua hará un efecto de lupa y las pepitas se podrán observar mejor.
Gana el participante que encuentre el mayor número de pepitas en el menor tiempo posible. Cada Pepita que sea perdida será penalizada con 5 minutos.

#### -Ruta del Oro
Al salir de Navelgas hacia Luarca, antes de la gasolinera, nos desviamos hacia la derecha siguiendo la pista que lleva a un área recreativa, más adelante encontramos una bolera. A ambos lados se encuentran dos senderos, seguimos por el de la derecha para poder iniciar la subida a la antigua explotación de minas. Allí se continúa por el sendero para seguir viendo el resto de minas y restos etnográficos.

### Festival del Pote
El Festival del Pote en Navelgas es una actividad creada en el año 2002 que pretende promocionar el plato principal de la gastronomía asturiana, el potaje.
Es un concurso en el que todo el mundo puede participar, preparando su cocido según las bases del concurso, a continuación el plato será catado para decidir quien es el ganador.

### La Caridad
La fiesta de la Caridad para Navelgas, es la fiesta de mayor importancia que destaca, en la que se rinde homenaje a Nuestra Señora de la Caridad qué es la patrona de Navelgas, en la actualidad cuenta con varios días.

## Río Navelgas
Navelgas da nombre del río que lo atraviesa, este río es un importante afluente del río Navelgas junto con el Naraval y el Grande.
Los principales afluentes del Navelgas son el Bárcena con el que al unirse forma el Esva; y el Paganas.
El Navelgas es un río de escaso caudal y su corriente es normal.

## Polígono industrial Alto de Forcayao
En la actualidad Navelgas cuenta con un polígono industrial situado a 5 km de distancia. Se trata del polígono industrial Alto de Forcayao, situado, como bien dice su nombre en el alto de Forcayao. El polígono tiene una superficie de 4.72 ha.
- Datos: Q5198661
- Multimedia: Navelgas, Tinéu / Q5198661